# Космос-1751
Космос-1751 је један од преко 2400 совјетских вјештачких сателита лансираних у оквиру програма Космос.
Космос-1751 је лансиран са космодрома Плесецк, СССР, 6. јуна 1986. Ракета-носач Р-14 Чусоваја (рус. Чусовая) (8К65, НАТО ознака SS-5 Skean) са додатим степеном је поставила сателит у орбиту око планете Земље. Маса сателита при лансирању је износила 40 килограма. Космос-1751 је био комуникациони сателит.